# Acetropis gimmerthalii
Streephalswants (Acetropis gimmerthalii) is een wants uit de familie van de blindwantsen (Miridae). De soort werd het eerst wetenschappelijk beschreven door Gustav Flor in 1860.

## Uiterlijk
Acetropis-soorten zijn meestal groenig of strokleurig en langgerekt van vorm zodat ze niet opvallen in het gras waartussen ze leven. Acetropis gimmerthalii is lichtgroen tot lichtbruin en in het midden breder dan de meeste andere graswantsen. De mannetjes zijn 5 tot 5,5 mm lang en macropteer (langvleugelig). De vrouwtjes zijn meestal brachypteer (kortvleugelig) en worden iets groter, 5,5 tot 6,5 mm. Het lichaam heeft bovenop, verschillende scherp afgebakende donkere lijnen. Zowel de poten als de antennes zijn behaard en van de antennes is het tweede segment net zo lang als het derde en vierde segment samen. Acetropis gimmerthalii lijkt Acetropis carinata, maar die heeft een duidelijkere kiel op het halsschild en geen poten en antennes die bedekt zijn met stekelige haartjes. Qua lichaamsvorm lijkt de wants ook op Stenodema holsata; die heeft echter niet de twee donkere dunne strepen over het midden van het halsschild en heeft een bredere lichte zijrand langs de voorvleugels.

## Leefwijze
De soort overwintert als eitje en de volwassen wantsen zijn van mei tot juli te vinden op droge zanderige plaatsen. De mannetjes leven maar kort en de waardplant is gewoon reukgras (Anthoxanthum odoratum) of andere reukgrassoorten.  

## Leefgebied
De wants komt voor in het palearctisch gebied en Noord-Afrika en wordt sinds 1980 ook regelmatig in Nederland aangetroffen.